# البحرين في الألعاب الأولمبية الصيفية 2004
نافست البحرين في دورة الألعاب الأولمبية الصيفية 2004 في أثينا عاصمة اليونان في الفترة من 13 إلى 29 أغسطس 2004.

## ألعاب القوى
حقق الرياضيين البحرينيين معايير التأهل في ألعاب القوى التالية (بحد أقصى 3 رياضيين ألعاب الدرجة أ و1 في الدرجة ب).

### الرجال
| الرياضي        | المسابقة  | التصفيات | التصفيات | النصف النهائي | النصف النهائي | النهائي        | النهائي        |
| الرياضي        | المسابقة  | النتيجة  | الترتيب  | النتيجة       | الترتيب       | النتيجة        | الترتيب        |
| -------------- | --------- | -------- | -------- | ------------- | ------------- | -------------- | -------------- |
| يوسف سعد كامل  | 800 متر   | 1:46.94  | 3        | لم يتأهل      | لم يتأهل      | لم يتأهل       | لم يتأهل       |
| رشيد رمزي      | 1500 متر  | 3:37.93  | 4        | 3:44.60       | 11            | لم يتأهل       | لم يتأهل       |
| المصطفى رياض   | الماراثون | —        | —        | —             | —             | لم ينهي السباق | لم ينهي السباق |
| عبد الحق زكريا | 5000 متر  | 13:42.04 | 15       | —             | —             | لم يتأهل       | لم يتأهل       |

### السيدات
| الرياضية       | المسابقة  | التصفيات | التصفيات | الربع النهائي | الربع النهائي | النصف النهائي | النصف النهائي | النهائي        | النهائي        |
| الرياضية       | المسابقة  | النتيجة  | الترتيب  | النتيجة       | الترتيب       | النتيجة       | الترتيب       | النتيجة        | الترتيب        |
| -------------- | --------- | -------- | -------- | ------------- | ------------- | ------------- | ------------- | -------------- | -------------- |
| رقية الغسرة    | 100 متر   | 11.49    | 5        | لم تتأهل      | لم تتأهل      | لم تتأهل      | لم تتأهل      | لم تتأهل       | لم تتأهل       |
| ناديا إيجافيني | الماراثون | —        | —        | —             | —             | —             | —             | لم تنهي السباق | لم تنهي السباق |

## الإبحار
فريق الإبحار البحريني شارك بقارب واحد في المسابقة التالية:

### المفتوح
| الرياضي      | المسابقة | السباق | السباق | السباق | السباق | السباق | السباق | السباق | السباق | السباق | السباق | السباق | صافي النقاط | الترتيب النهائي |
| الرياضي      | المسابقة | 1      | 2      | 3      | 4      | 5      | 6      | 7      | 8      | 9      | 10     | م*     | صافي النقاط | الترتيب النهائي |
| ------------ | -------- | ------ | ------ | ------ | ------ | ------ | ------ | ------ | ------ | ------ | ------ | ------ | ----------- | --------------- |
| سامي الكوهجي | ليزر     | 41     | 39     | 35     | 32     | OCS    | 38     | 42     | 41     | 39     | 36     | 41     | 384         | 42              |

م = سباق الميدالية; OCS = على الجانب بالطبع من خط البداية

## الرماية

### الرجال
| الرياضي   | المسابقة           | التصفيات | التصفيات | النهائي  | النهائي  |
| الرياضي   | المسابقة           | النقاط   | الترتيب  | النقاط   | الترتيب  |
| --------- | ------------------ | -------- | -------- | -------- | -------- |
| خالد محمد | 10 متر مسدس الهواء | 553      | 45       | لم يتأهل | لم يتأهل |

## السباحة

### الرجال
| الرياضي      | المسابقة          | التصفيات | التصفيات | النصف النهائي | النصف النهائي | النهائي  | النهائي  |
| الرياضي      | المسابقة          | الوقت    | الترتيب  | الوقت         | الترتيب       | الوقت    | الترتيب  |
| ------------ | ----------------- | -------- | -------- | ------------- | ------------- | -------- | -------- |
| هشام الشهابي | 100 متر سباحة حرة | 57.94    | 66       | لم يتأهل      | لم يتأهل      | لم يتأهل | لم يتأهل |

### السيدات
| الرياضية      | المسابقة         | التصفيات | التصفيات | النصف النهائي | النصف النهائي | النهائي  | النهائي  |
| الرياضية      | المسابقة         | الوقت    | الترتيب  | الوقت         | الترتيب       | الوقت    | الترتيب  |
| ------------- | ---------------- | -------- | -------- | ------------- | ------------- | -------- | -------- |
| سميرة البيطار | 50 متر سباحة حرة | 31.00    | =63      | لم تتأهل      | لم تتأهل      | لم تتأهل | لم تتأهل |